# 1004 (عدد)
ألف وأربعة 1004 هو عدد صحيح، يلي العدد 1003 وويسبق العدد 1005.

## في الرياضيات

### خصائص
- عدد طبيعي.[3]
- عدد زوجي.[4][5]
- عدد موجب،[6] السالب منه هو -1004.[7]

## في التاريخ
- 1004 هـ هي سنة في التقويم الهجري.
- هي سنة 1004 م في التقويم الميلادي.

## وصلات خارجية
الأعداد الصاتمة، ديوان اللغة العربية.